# Nieuwsfoto van het jaar
De Nieuwsfoto van het jaar, oorspronkelijk de Jos van Leeuwen Fotoprijs, is een Nederlandse fotoprijs die sinds 2019 jaarlijks wordt uitgereikt aan de maker van de beste nieuwsfoto van het jaar.

## Geschiedenis
De prijs werd in het leven geroepen door nieuwsdienst ANP, het tijdschrift Hollandse Beelden en het foto-agentschap Hollandse Hoogte. Initieel droeg de prijs de naam Jos van Leeuwen Fotoprijs, vernoemd naar de Nederlandse fotograaf Jos van Leeuwen. Bij de uitreiking over 2021 werd dit gewijzigd in ANP Nieuwsfoto van het jaar. Aanvankelijk stond de prijs enkel open voor fotojournalisten die voor het ANP werkten, tot het ANP eind 2021 tot de conclusie kwam om de prijs te verbreden. Dit leidde in 2022 tot de Stichting Nieuwsfoto, op initiatief van het ANP, Beeld & Geluid en de Nederlandse Sport Pers (NSP). De nieuw opgerichte stichting kreeg als missie om aandacht voor fotojournalistiek te vragen als onderdeel van de bevordering van nieuwswijsheid. De nieuw opgerichte stichting zou voortaan de uitreiking van de prijs voor zijn rekening gaan nemen, en de naam van de prijs werd gewijzigd in Nieuwsfoto van het jaar. Het aantal uit te reiken prijzen werd door Stichting Nieuwsfoto uitgebreid met de Sportfoto van het jaar. 

## Laureaten nieuwsfoto van het jaar

### Nieuwsfoto van het jaar - Juryprijs
| Jaar | Winnaar             | Datum gebeurtenis | Winnende foto | Jury | Bron               |
| ---- | ------------------- | ----------------- | --- | --- | ------------------ |
| 2018 | Alexander Schippers | 30 juni 2018      | Het wassen van meerdere zwanen in het noodhospitaal van Rijkswaterstaat bij de Maeslantkering. De vogels raakten besmeurd nadat op 23 juni een olietanker van rederij Odfjell na een botsing met een steiger tweehonderd ton olie het water van de Rotterdamse haven in lekte. | Leo Blom (beeldadviseur bij ANP), Roel Rozenburg (hoofdredacteur Hollandse Beelden) en Jos van Leeuwen (nieuwsfotograaf in Den Haag)                            | [ 4 ] [ 5 ]        |
| 2019 | Eric Brinkhorst     | 1 januari 2019    | Op 1 januari 2019 nam Brinkhorst een foto van de ongeregeldheden tijdens de jaarwisseling en de overlast van vuurwerk. | Leo Blom, Roel Rozenburg, Jos van Leeuwen, Nicole Robbers (zelfstandig beeldredacteur) en Alexander Schippers (fotograaf en winnaar Jos van Leeuwen-prijs 2018) | [ 6 ] [ 7 ]        |
| 2020 | Remko de Waal       | 10 april 2020     | De Waal fotografeerde de Tilburgse burgemeester Theo Weterings bij het brengen van een bloemetje aan ouderen op een balkon, ten tijde van de coronapandemie in Nederland | | [ 8 ]              |
| 2021 | Bart Maat           | 25 maart 2021     | Maat nam een foto waarop Kajsa Ollongren het Binnenhof verlaat met onder haar arm de leesbare notitie 'Omtzigt functie elders'. De tekst veroorzaakte commotie rondom de formatie van het kabinet-Rutte IV van 2021.                                                           | Leo Blom, Dick Moller (chef foto van De Telegraaf) en Angeliek de Jonge (fotograaf).                                                                            | [ 9 ] [ 10 ] [ 1 ] |
| 2022 | Vincent Jannink     |                   | Jannink fotografeerde de asielzoekers in het Groningse Ter Apel die vanwege de asielcrisis buiten de hekken van het aanmeldcentrum moesten slapen. | Leo Blom, Eva de Vos (chef fotoredactie van Het Parool) en Daniëlle Arets (lector journalistiek en vernieuwing)                                                 | [ 3 ]              |
| 2023 | Sem van der Wal     | 13 december 2023  | De politieke aardverschuiving na de Tweede Kamerverkiezingen van 2023, verbeeld door een foto waarin de politiek leiders van VVD, BBB, NSC en PVV vergaderen over een motie | | [ 11 ] [ 12 ]      |
| 2024 | Remko de Waal       | november 2023     | Plaatsvervangend NSC-leider Nicolien van Vroonhoven komt aan bij een crisisoverleg in het Catshuis na het aftreden van staatssecretaris Nora Achahbar. | | [ 13 ]             |

### Nieuwsfoto van het jaar - Publieksprijs
In 2020 en 2021 kon het publiek via sociale media en een webpagina elke maand stemmen op een favoriete nieuwsfoto. Elke maand selecteerde een wisselende jury tien nieuwsfoto's, waar het publiek op kon stemmen. Uit de twaalf meest gekozen foto's (een voor elke maand) kon het publiek aan het eind van het jaar een keuze maken voor de publieksprijs.
| Jaar | Winnaar              | Datum            | Winnende foto | Bron          |
| ---- | -------------------- | ---------------- | --- | ------------- |
| 2018 | Steven van der Kruit | 31 augustus 2018 | De Afghaanse Jawed S. wordt door de politie onder schot gehouden op station Amsterdam Centraal nadat hij met terroristisch motief twee Amerikaanse toeristen heeft neergestoken.            | [ 15 ]        |
| 2019 | Eric Brinkhorst      | 1 januari 2019   | Ongeregeldheden tijdens de jaarwisseling en de overlast van vuurwerk. | [ 7 ]         |
| 2020 | Robin Utrecht        | mei 2020         | Tegen de achtergrond van opvliegend zeeschuim zoeken leden van de KNRM bij het Noordelijk Havenhoofd in Scheveningen naar vermiste watersporters.                                           | [ 8 ] [ 16 ]  |
| 2021 | Bart Maat            | 25 maart 2021    | Kajsa Ollongren verlaat het Binnenhof met onder haar arm de leesbare notitie 'Omtzigt functie elders'. De tekst veroorzaakte commotie rondom de formatie van het kabinet-Rutte IV van 2021. | [ 9 ]         |
| 2022 | Laurens Bosch        | 22 februari 2022 | De gewapende man in camouflagekleding, die in februari een man gijzelde in de Apple Store in Amsterdam, en daarbij miljoenen eiste in cryptovaluta.                                         | [ 3 ]         |
| 2023 | Pim Ras              | 15 mei 2023      | De huldiging van de Rotterdamse voetbalclub Feyenoord op de Coolsingel na het winnen van het Nederlands kampioenschap voetbal.                                                              | [ 11 ] [ 17 ] |
| 2024 | Koen van Weel        | 7 december 2024  | Reddingswerkers dragen een derde lichaam weg na de explosie aan de Tarwekamp in de Haagse wijk Mariahoeve.                                                                                  | [ 13 ]        |

## Laureaten sportfoto van het jaar

### Sportfoto van het jaar - Juryprijs
| Jaar | Winnaar                | Datum gebeurtenis | Winnende foto | Jury | Bron          |
| ---- | ---------------------- | ----------------- | --- | ---- | ------------- |
| 2023 | Robin van Lonkhuijsen  | 19 augustus 2023  | Sifan Hassan na haar val tijdens de finale van de 10.000 meter op het WK atletiek in Boedapest. Ze liep op kop, maar kwam vlak voor de finish ten val.                       |      | [ 11 ] [ 12 ] |
| 2024 | Klaas Jan van der Weij | 29 juni 2024      | De Franse wielrenner Romain Bardet en de Nederlander Frank van den Broek komen als eerste en tweede juichend over de finish bij de eerste etappe van de Ronde van Frankrijk. |      | [ 13 ]        |

### Sportfoto van het jaar - Publieksprijs
| Jaar | Winnaar          | Datum gebeurtenis | Winnende foto | Bron          |
| ---- | ---------------- | ----------------- | --- | ------------- |
| 2023 | Tom Bode         | 19 maart 2023     | Feyenoordspeler Lutsharel Geertruida na zijn winnende doelpunt tijdens De Klassieker tussen voetbalclubs Ajax en Feyenoord, in de Johan Cruijff-Arena in Amsterdam. | [ 11 ] [ 12 ] |
| 2024 | George Deswijzen | 2-3 augustus 2024 | De 4x400 meter estafette voor gemengde teams tijdens de Olympische Spelen in Parijs, waar de Nederlandse hardlopers goud wonnen.                                    | [ 13 ]        |

## Laureaten overig

### Jos van Leeuwen Jong Talent
Begin 2021 werd de Jos van Leeuwen Jong Talent uitgereikt, een aanmoedigingsprijs voor jong fotografietalent tussen de 18 en 35 jaar. Deze werd gewonnen door Remco Koers.